# Jinjiang Shuiku
Jinjiang Shuiku (kinesiska: 锦江水库) är en reservoar i Kina. Den ligger i provinsen Guangdong, i den södra delen av landet, omkring 150 kilometer sydväst om provinshuvudstaden Guangzhou. Jinjiang Shuiku ligger 87 meter över havet. Arean är 11,6 kvadratkilometer. I omgivningarna runt Jinjiang Shuiku växer i huvudsak städsegrön lövskog. Den sträcker sig 9,2 kilometer i nord-sydlig riktning, och 10,2 kilometer i öst-västlig riktning.
Genomsnittlig årsnederbörd är 2 414 millimeter. Den regnigaste månaden är juli, med i genomsnitt 368 mm nederbörd, och den torraste är januari, med 26 mm nederbörd.